# Mittagskogel
Il Mittagskogel (2.143 m s.l.m. - in sloveno Kepa) è una montagna della catena delle Caravanche. Si trova sul confine tra l'Austria e la Slovenia nella parte occidentale della catena.